# 艦艇監督官
艦艇監督官 (Surveyor of the Navy) は歴史上存在したイギリス海軍の文官。1546年の設置当初からの海軍会議の構成員で、名目上の艦艇設計全体の責任者である。しかし実際に艦艇設計を担当していたのは各工廠の船大工長であった。監督官室で設計を行うようになったのは1745年のことである。艦艇監督官の職務は1859年に第3海軍卿に統合された。